# Lazarus Muhoni
Lazarus Muhoni (ur. 31 sierpnia 1976) – zimbabwejski piłkarz grający na pozycji pomocnika.

## Kariera klubowa
Karierę piłkarską Muhoni rozpoczął w klubie Black Rhinos FC. W jego barwach zadebiutował w zimbabwejskiej Premier League. Największy sukces z tym klubem odniósł w 2003 roku, gdy dotarł z nim do ćwierćfinału Pucharu CAF. W 2008 roku grał w Dynamos Harare, a w 2009 roku wrócił do Black Rhinos.

## Kariera reprezentacyjna
W reprezentacji Zimbabwe Muhoni zadebiutował w 2002 roku. W 2004 roku w Pucharze Narodów Afryki 2004 rozegrał jeden mecz, z Egiptem (1:2). Od 2002 do 2004 roku rozegrał w kadrze narodowej 11 meczów i strzelił 2 gole.